# مارک لیوولسی
مارک لیوولسی (انگلیسی: Mark Livolsi; ۱۰ آوریل ۱۹۶۲ – ۲۳ سپتامبر ۲۰۱۸) تدوین‌گر اهل ایالات متحده آمریکا بود.

## فیلم‌شناسی
- آسمان وانیلی (به‌همراه جو هاتشینگ) (۲۰۰۱ – کامرون کرو)
- تکه‌های آوریل (۲۰۰۳ – پیتر هجز)
- دختر همسایه (۲۰۰۴ – لوک گرینفیلد)
- My Suicidal Sweetheart (2005 – Parness)
- مهمانان ناخوانده عروسی (۲۰۰۵ – دیوید دابکین)
- شیطان پرادا می‌پوشد (۲۰۰۶ – دیوید فرانکل)
- فرد کلاوس (۲۰۰۷ – Dobkin)
- مارلی و من (۲۰۰۸ – Frankel)
- نقطه کور (۲۰۰۹ – جان لی هنکاک)
- بیگ یر (۲۰۱۱ – Frankel)
- ما باغ وحش خریدیم (۲۰۱۱ – Crowe)
- نجات آقای بنکس (۲۰۱۳ – Hancock)
- قاضی (۲۰۱۴ – Dobkin)
- کتاب جنگل (۲۰۱۶ – جان فاورو)
- اعجوبه (۲۰۱۷ – استیون شباسکی)
- شیرشاه (۲۰۱۹ – Favreau)